# Бришанто, Антуан де
Антуан де Бришанто (фр. Antoine de Brichanteau; 6 апреля 1552 — 9 августа 1617, Нанжи), маркиз де Нанжи — французский военачальник, адмирал Франции.

## Биография
Сын Никола де Бришанто, сеньора де Бове-Нанжи, и Жанны д'Агер.
Штатный дворянин Палаты (gentilhomme ordinaire de la chambre) герцога Анжуйского (11 марта 1569). Знаменосец роты великого приора Франции, начал военную карьеру в 1569 году с участия в осаде Мюсидана, где был ранен, затем сражался в битве при Монконтуре и участвовал в осаде Сен-Жан-д'Анжели (фр.). Сопровождал герцога Майенского в экспедиции против турок в 1570 году. 2 июля 1573 через прокурора принёс оммаж за владение Орьенвиль, а 2 октября за Бришанто.
В конце 1573 года отправился вместе с герцогом Анжуйским в Речь Посполитую, королём которой тот был избран, а затем помог Генриху бежать во Францию, разрушив по его приказу деревянный мост на границе Польши и Моравии, и тем самым оторвавшись от погони.
30 июня 1575 был назначен кампмейстером и полковником десятизнаменного полка французской пехоты, носившего название Пикардийского. Переименованная в полк Бришанто, эта часть в том же году отличилась в бою против ландскнехтов и рейтаров при Буа-Коммюн в Орлеанне. Затем Бришанто был взят в плен одним германским графом в битве при Дормане 10 октября.
В 1576 году получил от короля гвардейский полк, вакантный после смерти Дю Га. В следующем году стал первым кампмейстером Французских знамён и повёл свой полк из Пикардии в Пуату в армию герцога Майенского, от которого получил приказ штурмовать городок Мель, полный протестантов. Осадил Бруаж, отразив вылазку швейцарцев.
В марте 1579 был направлен послом к королю Португалии. 14 июля 1579 стал государственным советником. В 1581 году сложил командование гвардейским полком.
В мае 1588, в день баррикад, командовал отрядом, размещавшимся на кладбище Сен-Жан. Участвовал в Генеральных штатах в Блуа в качестве депутата от знати бальяжа Мелён. 20 февраля 1589 в Блуа Генрих III назначил Бришанто адмиралом Франции, в грамоте король называет Антуана «своим дорогим и очень любимым кузеном». Принёс присягу 19 марта и в качестве адмирала принял участие в заседании Парламента.
Примкнул к Генриху IV, приведя отряд из 120 дворян, участвовал в осаде Парижа, при которой был включён в состав полка графа Суассонского, был при осадах Шартра и Руана, и в 1590—1592 сопровождал Генриха во всех поездках во главе роты жандармов, которых содержал за свой счёт.
2 января 1592 был пожалован в рыцари орденов короля; цепь ордена Святого Духа получил 7 января 1595.
В 1595 году формально сложил должность адмирала, отказался от назначения послом в Рим и губернатором Бурбонне, и отправился с королём на осаду Ла-Фера. После смерти маркиза д'Эпине де Сен-Люка был предложен на должность воспитателя дофина. Участвовал в коронации Людовика XIII в 1610 году. В ноябре 1612 добился соединения своих земель и их возведения в ранг маркизата под названием Нанжи. Был депутатом от знати бальяжа Мелёна на Генеральных штатах 1614 года. Умер в замке Нанжи.
По словам Пуллена де Сен-Фуа перед смертью начал писать небольшое сочинение, законченное его сыном и изданное под названием Mémoires de M. de Beauvais-Nangis, ou Histoire des Favoris François, depuis Henri II, jusqu'à Louis XIII.

## Семья
Жена (контракт 19.02.1577): Антуанетта де Ларошфуко (ум. 5.05.1627), дама де Линьер, дочь Шарля де Ларошфуко, сеньора де Барбезьё, и Франсуазы Шабо. Принесла в приданое 30 тысяч ливров, баронию Линьер, дававшую 4000 турских ливров ренты и по решению её родителей подлежавшую выкупу за 100 тысяч ливров
Дети:
- Анри (13.11.1578 — ум. ребёнком)
- Шарль (28.07.1579 — ум. ребёнком)
- Антуан (12.04.1580 — ум. тотчас после рождения)
- Никола (ум. 11.1654), маркиз де Нанжи. Жена 1) (1612): Франсуаза-Эме де Рошфор (ум. 1638), дочь Анна де Рошфора, сеньора де Марёя, барона де Фролуа, и Шарлотты де Сотур; 2) (1640): Катрин Эннекен, дочь Антуана Эннекена, сеньора д’Асси, и Жанны Эннекен
- Жан (3.08.1584 — ум. ребёнком)
- Филипп (23.07.1587—2.03.1639), барон де Линьер, капитан пятидесяти тяжеловооружённых всадников и швейцарцев герцога Орлеанского. Капитан шестидесяти всадников (21.02.1617), получил пенсион в 1500 ливров (10.12.1629). При разделе семейных владений получил Линьер, Резе и Тене (соглашение со старшим братом в 1625). Жена (контракт 26.03.1613): Клод де Мо де Буа-Будран (10.11.1596—16.04.1684), дочь Клода де Мо, сеньора де Буа-Будрана и Буайе в Бри, конюшего большой королевской конюшни, губернатора Монтро, и Катрин д’Эльбен
- Франсуа (ум. 29.12.1656), барон де Гюрси. Жена (контракт 31.03.1631): Мари Леконт (ум. 28.03.1692), дочь Франсуа Леконта, сеньора де Вуазенльё, и Маргерит дю Фор
- Бенжамен (10.09.1585—14.07.1619), епископ-герцог Лана, пэр Франции (1612)
- Филибер (25.07.1588—22.12.1652), епископ-герцог Лана, пэр Франции (1621)
- Альфонс (ум. 26.05.1615), мальтийский рыцарь великого приорства Франции (1600). Убит при осаде Сент-Мора в Варварии
- Шарль (ум. 26.06.1625). Представил доказательства знатности в Овернское приорство Мальтийского ордена (27.07.1610), был принят в орден 24 июля 1611. Убит в бою перед Сиракузами между мальтийскими галерами и галиотами из Бизерты
- Антуан (ум. 10.1638), аббат Барбо (1625) и Экюре (1631)
- Антуанетта (ум. 03.1668). Муж (1618): Рено де Ларош-Эмон, барон де Бермон и де Маньяк
- Люси. Муж (контракт 6.02.1618): Клод дю Ренье, барон де Герши